# まりん
まりん (Malin) は、SNKの対戦型格闘ゲーム『ザ・キング・オブ・ファイターズ』シリーズに登場する架空の人物。担当声優は猪砂和世。

## 概要
『ザ・キング・オブ・ファイターズ』（以下『KOF』と表記）の第10作目である『KOF2003』（以下『2003』と表記）で初登場した謎の少女。
茶色を基調としたバンダナ&上着と白のミニスカートに丈が短いスパッツを着ている。猫を思わせる顔立ちと雰囲気を持つ小柄な少女で、性格はやや生意気で勝ち気な傾向にある。素早い動きで相手を翻弄し、隠し持った武器（スタンガン、ナイフ、鉤爪、刃が出るヨーヨー、ハンマー）で応戦する。
「まりん」という名前は自ら名乗っているだけで、本名なのかは不明。出身は大阪らしいが、作中では関西弁を一切発していない。
年齢は不明だが、『2003』では「女子高生チーム」の一員として参加している上に学生服での登場シーンもある為、学年は高校生でもあると考えられる。
『2003』でのチーム結成にあたり、メンバーが足りなかった麻宮アテナ、四条雛子の前に突然姿を現し、半ば強引にチーム入りを果たす。
謎の組織に所属しており、その活動費で生活している。主にスパイのような仕事をこなしている模様。
家族構成は「なし」とされている。しかし、『2003』の時点ではKOFに親族が参加しているという背景があったが、それが誰なのか、そして前述の謎の組織については全く言及されていない。
『2003』の女性格闘家チームの公式ストーリーにも登場していて、そのメンバーである不知火舞とは試合前に掛け合いシーンがある。また、『KOF XIII』および『KOF XIV』の女性格闘家チームのエンディングにおいては、同2作品の女性格闘家チームのメンバーと同2作品の大会では不参加だった女性格闘家達（一部の女性格闘家は除く）と一緒にパオパオカフェに来店している。
『KOF XI』（以下『XI』と表記）では、大会開催以前にユリ・サカザキから自身の暗器を使うスタイルにいちゃもんを付けられたとして、それが気に入らなかったらしく、彼女を打倒する為に藤堂香澄、如月影二と意気投合して「アンチ極限流チーム」を組んで出場した。ただし、前作『2003』の時点ではユリとの間に特にこれといった絡みは一切見受けられない。
『Days of Memories 〜純白の天使たち〜』ではメインヒロインの一人として登場。基本的な設定は『KOF』シリーズと変わらないが主人公の幼馴染となっている。また、トラップの製作も得意という設定も追加された。
初登場作品の『2003』でチョイ・ボンゲが参戦しなかった代わりに、チョイの一部の技を模したものが彼女の技として採用されている。

## 技の解説

### 特殊技
ベニサソリ
前方に軽く跳躍して、着地と同時に地面にスタンガンを突きたてる技。

### 必殺技
スズメバチ
ナイフを突き出しながら突っ込む突進技。途中で方向転換が可能だが、『XI』では1回しかできないのに対して、『2003』では2回まで出来るので逃げ戦法が強力だった。地上・空中どちらでも出せるが、地上から出す対空版のみ方向転換ができない。
オニグモ
刃のついたヨーヨーを前方に設置する飛び道具。『2003』では画面上に2個まで設置できたが、これを使った連係が強力だったため、『XI』では弱体化して、硬直が大きくなった上に1個しか置けなくなった。
ドクサソリ
前方にスタンガンを突き出す技。『2003』では発生が遅くて使いようがない技だったが、『XI』では発生が早くなってスタン値が増加するなど、大幅にパワーアップした。

### 超必殺技
カゲロウ
上方に向けて蹴りを放ち、ヒットすると相手に無数のナイフを投げつけて追撃する。
ジョオウバチ
空中版「スズメバチ」のモーションで突進して、ヒットすると一瞬のうちに6回「スズメバチ」で追撃、最後にナイフで直接斬りつけて締める空中乱舞技。
ミヅチ
リーダー超必殺技。どこからか取り出した巨大なハンマーを叩きつけ、強烈な一撃を見舞う。

## 関連人物
- 麻宮アテナ - 『KOF2003』女子高生チームメイト
- 四条雛子 - 『KOF2003』女子高生チームメイト
- ユリ・サカザキ - 敵視
- 藤堂香澄 -『KOF XI』アンチ極限流チーム、 同志
- 如月影二 -『KOF XI』アンチ極限流チーム、 同志